# Stop Murder Music
Stop Murder Music es una campaña que pretende detener la alegada homofobia que se encuentra en los trabajos de ciertos cantantes jamaiquinos, principalmente de los géneros dancehall y raggamuffin, tales como Buju Banton, Bounty Killer, Bobo Shanti y los rastafaris Sizzla y Capleton. La campaña acusa a dichos artistas de promover la violencia contra las personas LGBT a través de sus letras. Stop Murder Music es conjuntamente llevada a cabo por OutRage!, el Grupo de advertencia de hombres negros gais y J-Flag. El término fue acuñado a mediados de 1990 por el activista británico de los derechos del colectivo LGBT, Peter Tatchell.

## Reggae Compassionate Act
La "Reggae Compassionate Act" (Acta de compasión del Reggae) fue un acuerdo firmado en 2007 por Beenie Man —quien se había negado a firmarlo—,
Capleton, Sizzla y Buju Banton en el que se apelaba al género del Reggae como instrumento contra las injusticias sociales, para afirmar que «en la comunidad de la música no hay espacio para ningún tipo de odio o prejuicio, incluyendo racismo, violencia, sexismo u homofobia». Sin embargo, ha sido desacreditado por determinados artistas que sintieron que fue mal redactado, mientras que otros como Elephant Man, T.O.K., Bounty Killa, Vybz Kartel, Tarrus Riley y Freddie McGregor se rehusaron a firmarlo.

## Campañas locales

### Canadá
"Stop Murder Music (Canada)" es una rama independiente de la organización en Canadá, fundada por el canadiense Akim Adé Larcher, quien trajo a más de 20 organizaciones de las comunidades africanas y canadienses para conformar el grupo.
Aunque esta organización no causa la negación de la visa de entrada para los artistas, sus campañas pueden provocar la cancelación de algún concierto. y también hacer que iTunes remueva algunas canciones contrarias a sus estándares, como algunas de Buju Banton, Elephant Man y TOK.

### Reino Unido
El Partido Verde de Inglaterra y Gales y OutRage! apoyan la campaña Stop Murder Music, y han hecho incluyendo peticiones de la Secretaría de Estado para Asuntos Internos de Gran Bretaña, como la cancelación de cinco conciertos y la negación de la visa de entrada a Sizzla en 2004.

## Argumentos a favor y en contra
Tatchell ha realizado llamados para fomentar la creación de leyes en contra de la música homofóbica y la campaña ha participado en protestas fuera de los conciertos. La campaña se enfoca especialmente en letras que, según afirman, promueven la violencia, incluyendo incitaciones a cometer asesinato contra personas homosexuales. Dennis Carney, presidente del Black Gay Men's Advisory Group, argumentó en 2004 que el Premio MOBO tenía la responsabilidad de excluir artistas anti-gais ya que "las letras homofóbicas en la música normalizan el odio hacia los hombres negros homosexuales." El Ministro de Desarrollo Internacional del Reino Unido, Gareth Thomas dijo en un discurso que "un número de artistas [tales como Sizzla y Buju Banton] están en efecto contribuyendo al esparcimiento del VIH produciendo canciones de reggae y rap que de hecho alientan la discriminación contra aquellos que tienen VIH y alientan la violencia contra los grupos minoritarios tales como los hombres que tienen sexo con hombres...Sí, creemos en la libertad de expresión, pero nadie en una democracia debería ser capaz de incitar la violencia contra una minoría." También citó a John King y a Mighty Gabby como modelos positivos de cantantes que se oponen a la violencia y la discriminación.
Tatchell y la campaña Stop Murder Music han sido criticados por el Concilio Negro de Música, una organización británica formada en 2004 por el presidente de Blacker Dread Records, Blacker Dread, como respuesta a la campaña, y que busca "proteger los derechos de los ocho artistas ubicados en la lista de OutRage!". El vicepresidente del BMC, Doctah X, señaló que Jamaica no tiene estrictas leyes anti-gay como Arabia Saudita, que castiga la homosexualidad con decapitación, y dijo que Jamaica es un blanco más fácil para los activistas británicos. Dread acusó a Tatchell de racismo y extremismo diciendo que “él ha ido demasiado lejos. Es simplemente racismo poner a Hitler y a Sizzla en la misma categoría [refiriéndose a una entrevista que dio Tatchell] y sólo muestra cuan lejos está preparado a llegar.” Doctah X dijo que "Tatchell es como una nueva Tipper Gore, [...] ambos se meten con la música negra. Ambos creen en la censura."